# Tung Ping Chau
Ping Chau is een eiland in het uiterste noordoosten van Hongkong, in de baai Tai Pang Wan. Hoewel het veel dichter bij het vasteland van China ligt dan de New Territories, hoort het sinds het verdrag van Nanking toch bij Hongkong. De Hongkongse regering noemt het eiland Tung Ping Chau, om verwarring met het eiland Peng Chau te voorkomen, want in lokaalgebruikte taal Standaardkantonees klinkt het hetzelfde. 
Het eiland bestaat uit verschillende dorpen en plekken.   
Een van de plekken, Kang Lau Chek [fonetisch], bestaat uit vlakke, gekantelde rotsen die als schubben van een vis langs de zee strekken, gelaagd door het opslaande zeewater.   
Dit eiland maakt deel uit van Unesco Hong Kong Global Park. Om die reden wordt bezoekers gevraagd om het eiland met respect te bezoeken, gezien de authenticiteit van het eiland. Sommige plekken zijn na tientallen jaren onveranderd gebleven. 

## Cultuur
De eilandbewoners spreken het P'ing chauw waa. Een Hakka-Kantonees dialect dat zeer dicht bij het dialect Dapenghua/Taai p'aang waa staat. Beide dialectsprekers kunnen elkaar zeer goed verstaan. Ping Chaunezen verstaan allemaal het Standaardkantonees, maar de oudere Ping Chaunezen boven de zestig kunnen het meestal niet goed spreken.  De Ping Chaunezen en Dapengnezen beschouwen elkaar als goede vrienden, omdat ze ongeveer hetzelfde dialect en cultuur hebben.

## Geschiedenis
In de jaren vijftig tot en met negentig van de 20e eeuw kwamen er zeer veel Vasteland-Chinezen, waarvan grotendeels uit Dapengbandao, naar Ping Chau. Ze vluchtten voor het communistische regime in China of kwamen naar Hongkong om beter werk te zoeken. Hoewel hun verblijf op Ping Chau kort was, waren sommige Ping Chaunezen niet zo blij met deze bezoekers. Maar er waren gelukkig ook gastvrije Ping Chaunezen die een Dapengnees onderdak gaf om te voorkomen dat hij/zij werd opgepakt door de Hongkongse politie, want deze vluchtelingen waren immers illegaal op het eiland.
Tijdens de jaren zestig en zeventig van de 20e eeuw zijn vele Ping Chaunezen geïmmigreerd naar Engeland, Nederland en West-Duitsland. Ze werkten in deze landen voornamelijk als Chinees kok. De bekende Chinees-Duitse TVB-presentator Fiona Yuen is dochter van een Ping Chause immigrant in Duitsland. Haar vader bezat in de goede tijden wel vier Chinese restaurants in Duitsland. 
In Den Haag en Rotterdam wonen veel Ping Chaunezen.

## Verschil tussen P'ing chauw waa en Taai p'aang waa
Het woord "varken" wordt in het P'ing chauw waa "Chūu" genoemd en in het Taai p'aang waa "Chīe" genoemd.